# Susanna Agnelli
Pour les articles homonymes, voir Famille Agnelli et Agnelli.
Susanna Agnelli, née le 24 avril 1922 à Turin et morte le 15 mai 2009 à Rome (Italie), est une personnalité politique et une personnalité du monde des affaires italienne.

## Biographie
Fille d’Edoardo Agnelli (1892-1935), fondateur de la station de sports d’hiver de Sestrières, et de Virginia Bourbon del Monte (1899-1945), qui eurent sept enfants (Giovanni, Clara, Susanna, Maria Sole, Cristiana, Giorgio et Umberto), elle est la sœur de Gianni Agnelli, surnommé l’Avvocato qui a dirigé Fiat de 1964 jusqu’en 2003 et d’Umberto Agnelli qui lui a succédé dans cette fonction entre 2003 et 2004.
À la mort de leur père dans un accident d’avion, en juillet 1935, le grand-père, Giovanni Agnelli, prit en charge les enfants, mais leur mère intervint auprès de Mussolini pour en récupérer la garde.
En juin 1940, quand l’Italie entra en guerre aux côtés de l’Allemagne, elle commence à travailler dans les hôpitaux et s’occupe d’enfants pendant toute la guerre. Après avoir éprouvé une grave maladie du cœur et une très grande déception sentimentale, elle s’engage dans la Croix-Rouge sur les bateaux ramenant des soldats blessés d’Afrique.
À la fin de la guerre, Susanna Agnelli organisa un corps d’ambulanciers pour suivre l’armée et assister les civils. Elle retrouva à Forte dei Marmi un ancien ami, le comte Urbano Rattazzi (1918-2012)[réf. nécessaire], qu’elle épousa en 1945. Entre 1945 et 1974, ils eurent six enfants, Ilaria, Samaritana, Cristiano, Delfina, Lupo et Priscilla. Pendant cette période, elle termine ses études et obtient le titre de docteur en Arts et philosophie.
Membre du Parti républicain italien, sa carrière politique commença en 1974 quand elle est élue maire de Monte Argentario, charge qu’elle assure jusqu’en 1984. Pendant cette période, elle est également élue député en 1976, puis sénatrice en 1983. En juin 1979, elle est également élue au Parlement européen.
Susanna Agnelli est nommée secrétaire d’État aux affaires étrangères successivement par Craxi (1986-1987), De Mita (1987-1989), et Andreotti (1989-1991). 
Elle est ministre des affaires étrangères en 1995-1996 dans le gouvernement Lamberto Dini, première femme à avoir tenu ce poste en Italie. Elle est parmi les partisans de l’entrée de l’Italie dans l’euro et du respect des critères de Maastricht par son pays (déficit budgétaire inférieur à 3 % du PIB et endettement inférieur à 60 % du PIB).
Elle est membre du conseil d’administration d’IFI, holding de tête de la famille Agnelli qui chapeaute toutes les participations financières et sociétés du groupe familial, dont le fleuron est Fiat.
Elle a fondé le Téléthon italien.
Elle est aussi un écrivain. Ses principales œuvres sont Vestivamo alla marinara (1975), Gente alla deriva (1980), Ricordati Gualeguaychu (1982), Addio, addio mio ultimo amore (1985). Elle a également tenu une rubrique intitulée Risposte private (réponses privées) dans l’hebdomadaire Oggi, dans laquelle elle donnait des conseils aux lecteurs qui lui écrivaient au sujet de leurs relations familiales et sentimentales.

## Distinction
: elle est faite chevalier grand-croix de l'ordre du Mérite de la République italienne le 21 mai 1996.